# Zwergpinscher
La Federazione Cinologica Internazionale riconosce due razze:
- Pinscher di taglia media (14 - 20 kg; 45 - 50 cm)
- Pinscher nano (4 - 6 kg; 25 - 30 cm)

(In Italia la diffusione del Pinscher di taglia media è così limitata che è abituale chiamare semplicemente "pinscher" anche gli Zwergpinscher.)
Lo Zwergpinscher o Pinscher Nano è un cane molto equilibrato e stabile nel carattere e temperamento, molto intelligente che risponde molto bene all'addestramento.
Lo Zwergpinscher non presenta segni di nanismo (cranio arrotondato, occhi rotondi ecc.) tipici dei cani incrociati o affetti da varie malattie (nanismo, rachitismo ecc.) chiamati Pinscher toy, Pinscher mini toy ecc.

## Storia

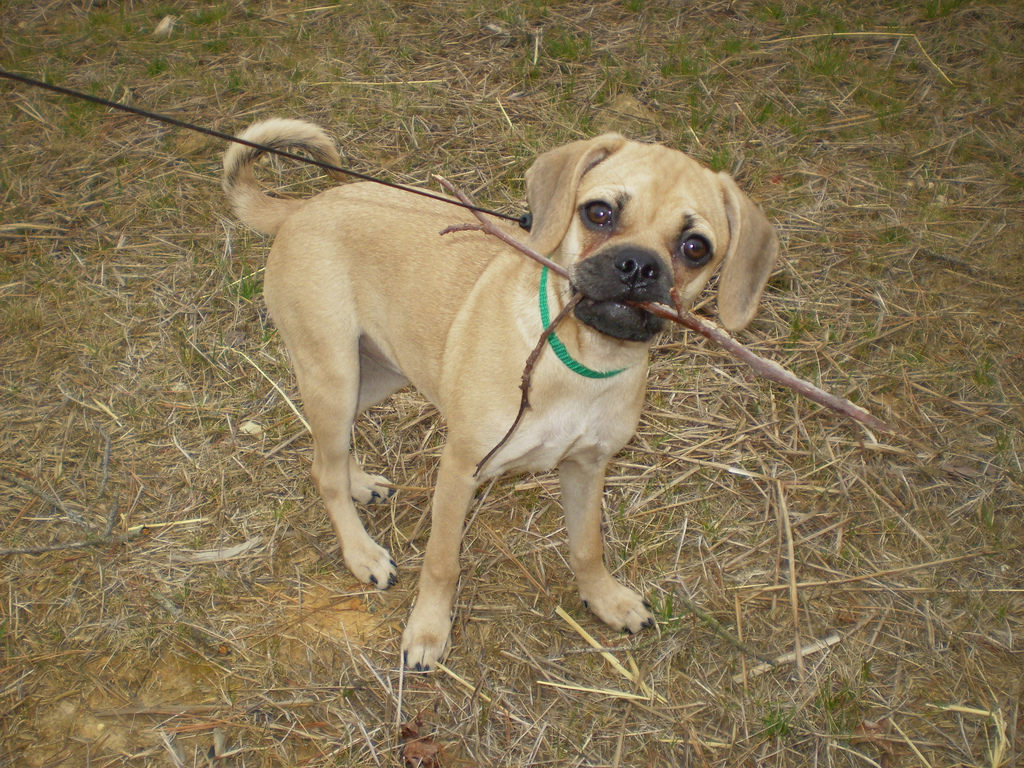
Meticcio zwergpinscher/carlino

La prima registrazione di un esemplare di Zwergpinscher risale al 1900. Lo Zwergpinscher, o "pinscher nano", deriva direttamente dal pinscher medio: si notano le somiglianze tra le due razze a livello psicofisico. Entrambe le razze furono prelevate nel sud della Germania.

## Descrizione

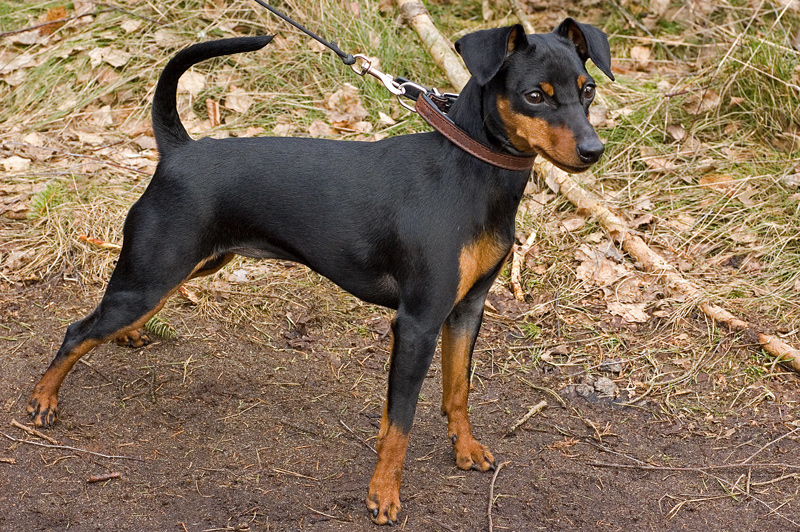
Zwergpinscher nero focato.

### Aspetto generale
Lo Zwergpinscher è un modello ridotto del Pinscher, esente da qualsiasi accenno di nanismo. Elegante, il suo pelo raso mette in evidenza la sua costruzione nel quadrato.

### Proporzioni importanti
- Il rapporto lunghezza/altezza deve far apparire la sua costruzione il più possibile nel quadrato.

- La lunghezza della testa (misurata dalla punta del tartufo all'occipite) corrisponde alla metà della lunghezza della linea superiore (considerata dal garrese all'inserzione della coda).

### Comportamento - Carattere
Sveglio, di un temperamento vivace, sicuro di sé e di un carattere equilibrato. Queste qualità fanno di lui un compagno piacevole sia come cane di famiglia che da compagnia.

### Testa

#### Regione del cranio
- Cranio forte, allungato, senza un occipite marcatamente sporgente. La fronte è piatta e parallela alla canna nasale.

- Stop leggero, ma definito.

#### Regione del muso
- Tartufo ben sviluppato e sempre nero, a forma di cuore.
- Muso termina come un cono smussato. Canna nasale diritta. Gli esemplari nero-focati hanno una striscia nera che scende lungo tutto il muso. Misura circa 5 cm.
- Labbra nere, lisce e aderenti di piatto alle mascelle; commessura delle labbra chiusa.
- Mascelle/Denti mascella inferiore e superiore potenti: la chiusura a forbice è completa (con 42 denti, secondo la formula dentaria del cane), e forte; i denti si adattano correttamente e sono di un bianco puro. I masseteri sono fortemente sviluppati, senza però dare alle guance uno spiacevole rilievo.
- Occhi scuri, di forma ovale negli esemplari con focature scure, occhi arancio-rossi negli esemplari con focature più chiare; i bordi delle palpebre sono pigmentati di nero e sono strettamente aderenti al globo oculare.
- Orecchi ripiegati e pendenti, attaccati alti, a forma di V, puntano verso l'avanti in direzione delle tempie, e il loro interno aderisce strettamente alle guance; le pieghe parallele, non devono superare la sommità del cranio.

### Collo
Nobilmente arcuato, non troppo corto, s'inserisce morbidamente nel garrese; asciutto, senza giogaia o pelle rilassata; la pelle della gola è strettamente aderente senza formare alcuna piega.

### Corpo
- Linea superiore leggermente discendente dal garrese verso il posteriore.
- Garrese è il punto più alto della linea dorsale.
- Dorso forte, corto e teso.
- Rene forte. La distanza fra l'ultima costola e l'anca è breve, così che il cane risulta compatto.
- Groppa va fondendosi impercettibilmente con l'inserzione della coda in una lieve curva.
- Torace moderatamente ampio, di sezione ovale, raggiunge il gomito. Il petto è distintamente segnato dalla punta dello sterno.
- Linea inferiore e ventre i fianchi non sono troppo rilevati: Con la parte inferiore della cassa toracica, la linea inferiore disegna una curva elegante.
- Mammelle: cinque paia.

### Coda
Naturale; l'obiettivo da raggiungere è una coda a sciabola o a ricciolo.

### Arti

#### Anteriori
- In generale visti dal davanti gli arti sono forti, diritti e non ravvicinati fra loro; visti di lato, gli avambracci sono diritti.
- Spalle la scapola è ben aderente alla cassa toracica ed è molto muscolosa su ambedue i lati della spina scapolare, e sporge dalle apofisi spinose delle vertebre toraciche. Il più obliqua possibile e ben rivolta verso il dietro, forma un angolo di circa 50° sull'orizzontale.
- Braccio aderente al corpo, forte e ben muscoloso, forma un angolo da 95 a 105° con la scapola.
- Gomito correttamente aderente, non deviato in fuori né in dentro.
- Avambraccio fortemente sviluppato e ben muscoloso. Completamente diritto visto dal davanti e di lato.
- Carpo forte e fermo
- Metacarpo forte e leggermente elastico. Visto dal davanti verticale, visto da lato, leggermente inclinato rispetto al terreno.
- Piede anteriore forte e rotondo. Le dita sono ben strette fra loro e arcuate (piede di gatto); cuscinetti resistenti, unghie corte, nere e forti.

#### Posteriori
- In generale obliqui se visti da lato, paralleli, ma non troppo ravvicinati, se visti da dietro.
- Coscia moderatamente lunga, ampia, fortemente muscolosa.
- Ginocchi non deviati in fuori né in dentro.
- Gamba lunga e forte, con buoni tendini, che s'inserisce in un garretto solido.
- Garretto marcatamente angolato, forte, fermo, non deviato in dentro né in fuori.
- Metatarso perpendicolare al terreno.
- Piede posteriore un po' più lungo dell'anteriore. Dita ben unite e arcuate. Unghie corte e nere.

### Andatura
Lo Zwergpinscher è un trottatore. Nel movimento il suo dorso rimane fermo e piuttosto saldo. Movimento armonioso, energico, sicuro e sciolto con buon allungo. Il trotto tipico è allungato, morbido e fluente, con buona spinta del posteriore e libera estensione dell'anteriore. 

### Pelle
Su tutto il corpo è strettamente aderente ai tessuti sottostanti.

### Mantello

#### Pelo
Raso e folto, liscio. Il colore può mutare da un marroncino ad un nero focato nel tempo.

#### Colore
- Monocolore : rosso cervo, marrone rossiccio fino al marrone rosso scuro.
- Nero focato: nero lacca con focature rosse o marroni. Si ricercano le focature il più possibile scure, intense e nettamente definite.  Le focature sono distribuite come segue: sopra gli occhi, alla gola, ai metacarpi, sui piedi, all'interno degli arti posteriori, sotto la radice della coda, e in forma di due triangoli regolari, nettamente separati, sul petto

### Taglia e peso
Altezza al garrese Maschi e Femmine: da 25 a 30 cm Peso Maschi e Femmine: da 4 a 6 kg.

## Galleria d'immagini

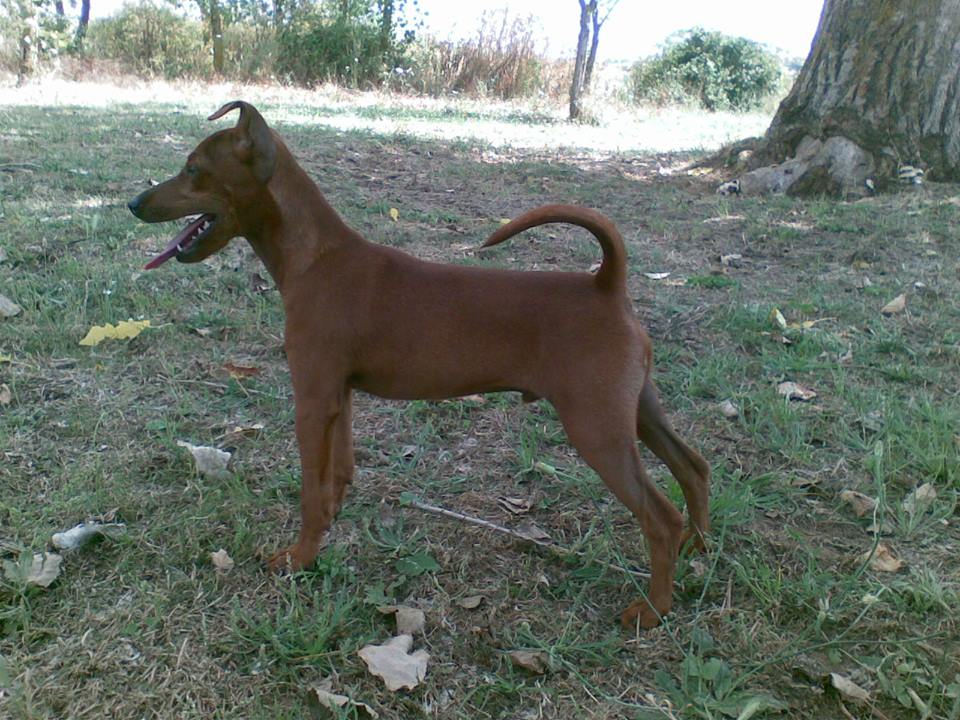
Zwergpinscher - Cucciolo di 5 mesi
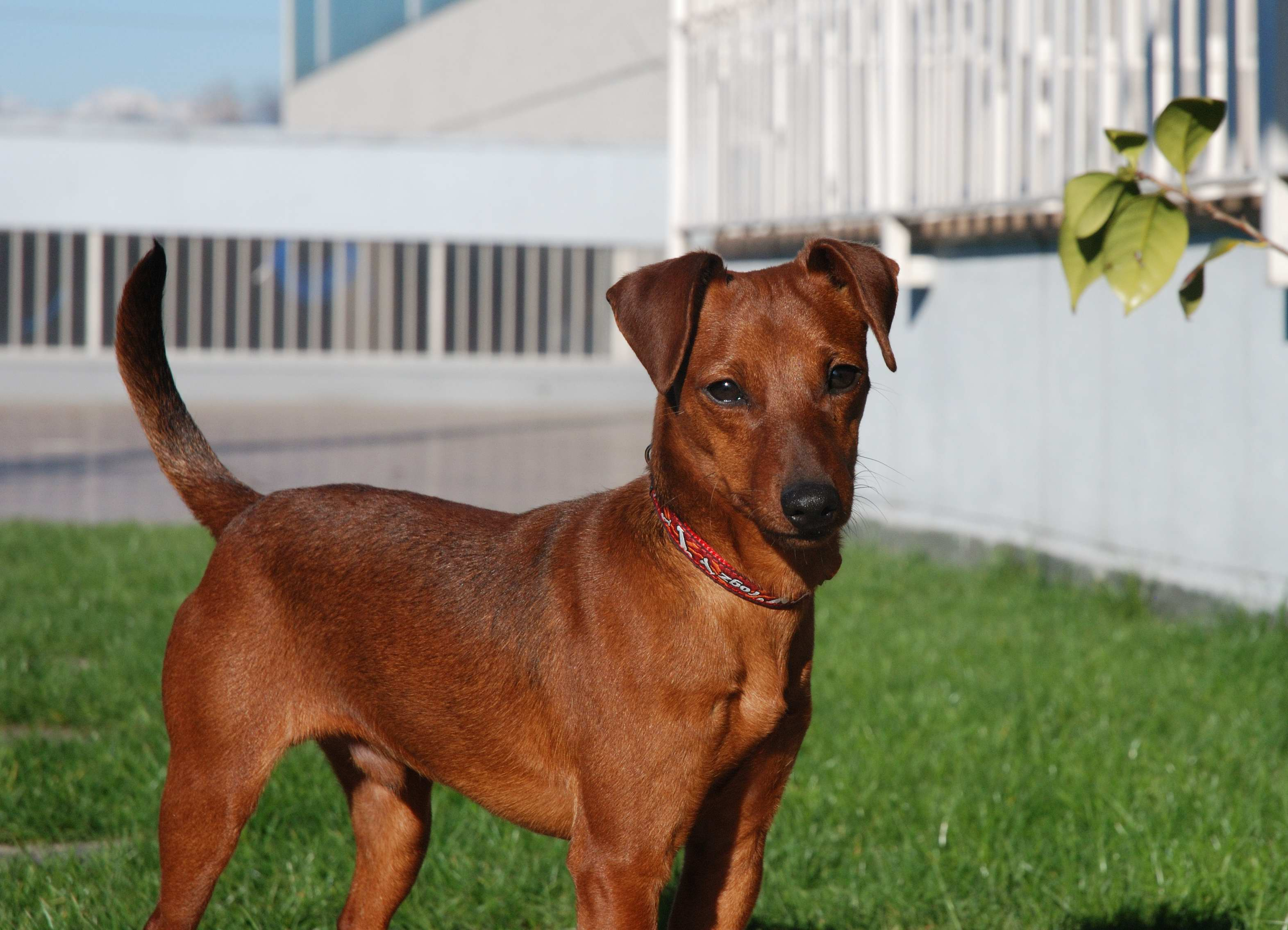
Pinscher nano
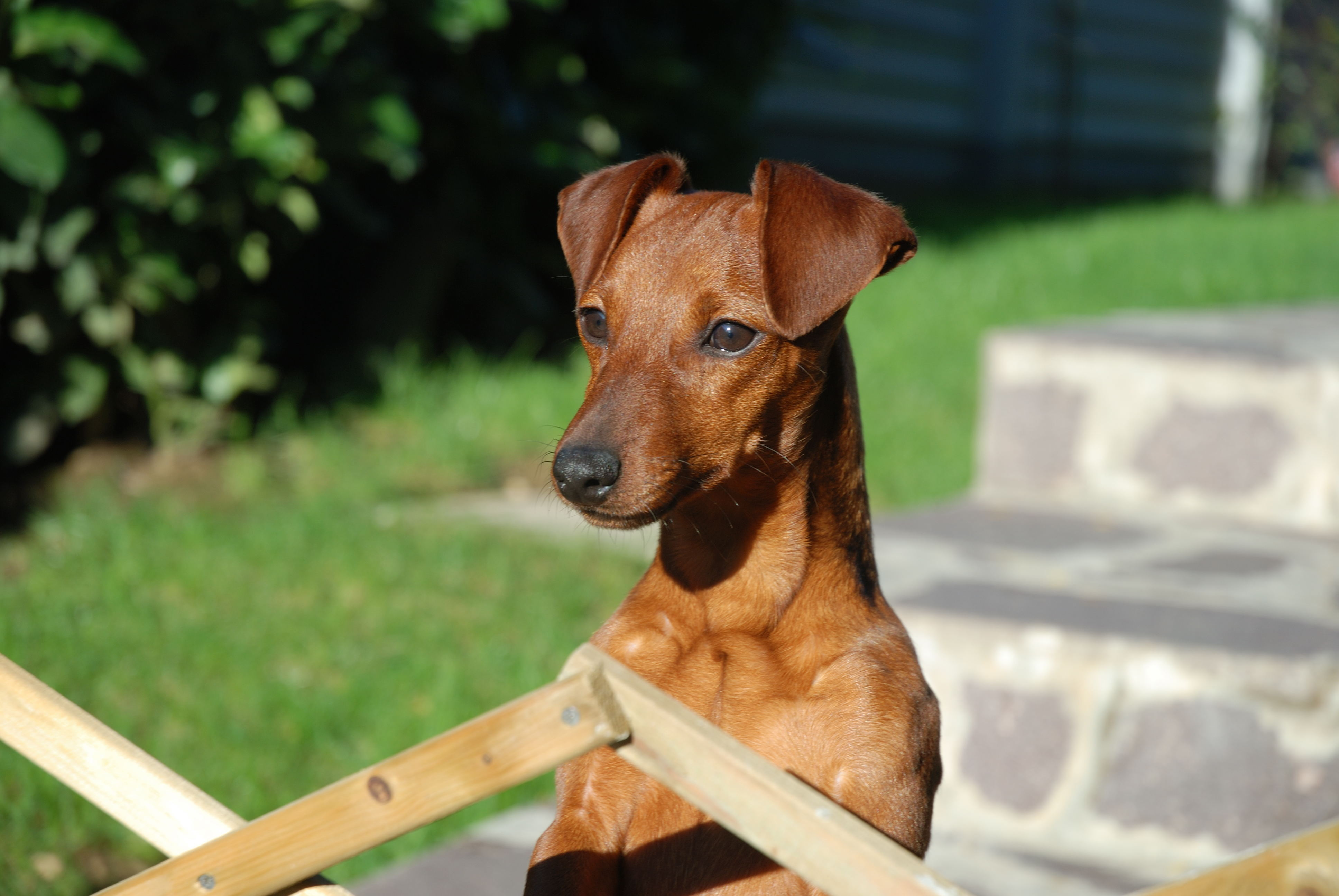
Pinscher nano
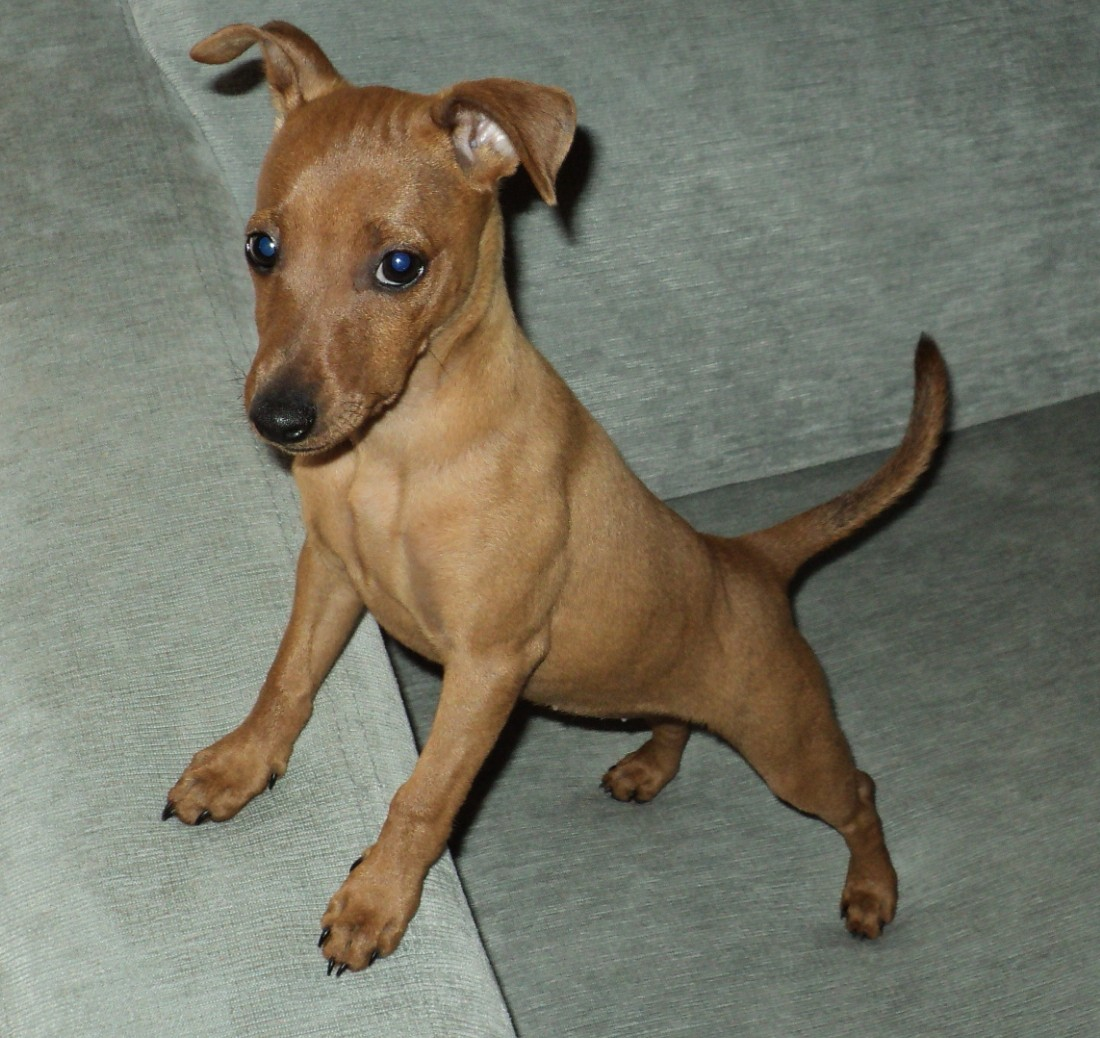
Cucciolo di Pinscher nano
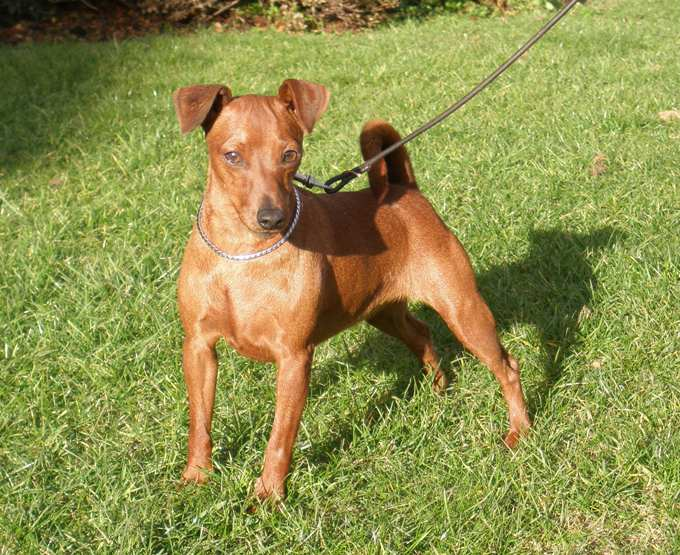
Femmina Zwergpinscher Rosso Cervo
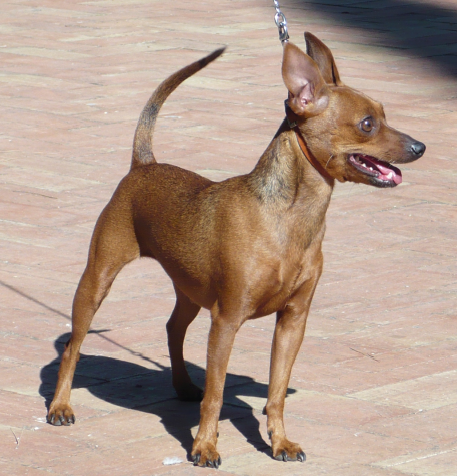
Pinscher femmina di tre anni
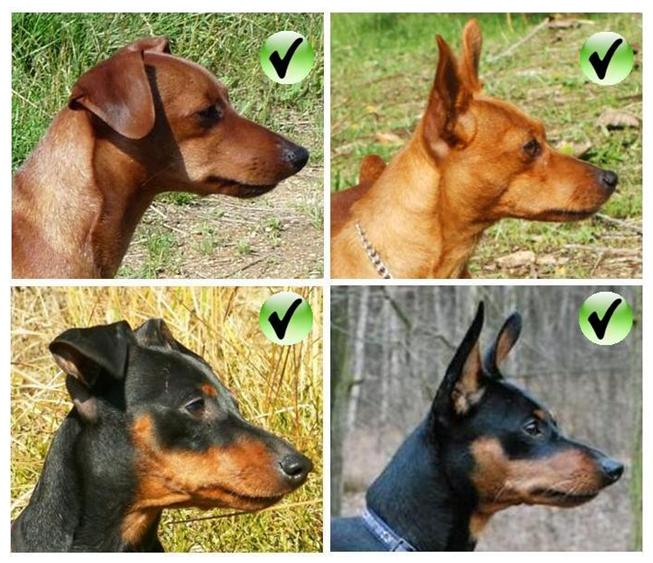
Zwergpinscher - forma di testa corretta